# Abrolophus rubipes
Abrolophus rubipes är en spindeldjursart som först beskrevs av Berlese och Édouard Louis Trouessart 1889.  Abrolophus rubipes ingår i släktet Abrolophus, och familjen Erythraeidae. Arten är reproducerande i Sverige.